# Maximilian Ulbrich
Maximilian Benedikt Ulbrich (Starnberg, 27 de noviembre de 2000) es un deportista alemán que compite en tiro, en la modalidad de rifle.
En los Juegos Europeos de Cracovia 2023 consiguió una medalla de plata en la prueba de rifle 10 m. Ganó dos medallas de oro en el Campeonato Europeo de Tiro, en los años 2023 y 2024.

## Palmarés internacional
| Juegos Europeos    | Juegos Europeos     | Juegos Europeos  | Juegos Europeos  |
| Año                | Lugar               | Medalla          | Prueba           |
| ------------------ | ------------------- | ---------------- | ---------------- |
| 2023               | Breslavia (Polonia) | Medalla de plata | Rifle 10 m       |
| Campeonato Europeo |                     |                  |                  |
| Año                | Lugar               | Medalla          | Prueba           |
| 2023               | Tallin (Estonia)    | Medalla de oro   | Rifle 10 m       |
| 2024               | Győr (Hungría)      | Medalla de oro   | Rifle 10 m mixto |